# Lijst van geallieerde conferenties in de Tweede Wereldoorlog
Dit is een lijst van geallieerde conferenties die werden gehouden tijdens de Tweede Wereldoorlog. 
| Naam                                                    | Data                                 | Hoofddeelnemers                                                                    | Geboekte resultaten |
| ------------------------------------------------------- | ------------------------------------ | ---------------------------------------------------------------------------------- | --- |
| Conferentie van Placentia Bay te Argentia, Newfoundland | 9 – 12 augustus, 1941                | Churchill, Roosevelt                                                               | Atlantisch charter |
| Eerste Conferentie van Moskou                           | 29 september – 1 oktober, 1941       | Stalin, Averell Harriman, Lord Beaverbrook                                         | Geallieerde hulp aan Rusland |
| Arcadiaconferentie, Washington                          | 22 december, 1941 – 14 januari, 1942 | Churchill, Roosevelt                                                               | Europa eerst, Verklaring der Verenigde Volkeren. |
| Tweede Conferentie van Washington                       | 20 – 25 juni, 1942                   | Churchill, Roosevelt                                                               | Prioriteit om een 2e front te openen (Noord-Afrikaanse Veldtocht) vóórdat de invasie van Frankrijk van start kan gaan. |
| Tweede Conferentie van Moskou                           | 12 – 17 augustus, 1942               | Churchill, Stalin, Harriman                                                        | Bespreking van de motiveringen van de Noord-Afrikaanse Veldtocht boven de invasie van Frankrijk. |
| Conferentie van Cherchell                               | 21, – 22 oktober, 1942               | Generaal Clark en leiders van de Franse verzetsbeweging.                           | Besluiten van een akkoord waarbij Franse verzetslui te Algiers, een aantal uur voor Operatie Toorts van start gaat, de Vichy-troepen neutraliseren. |
| Conferentie van Casablanca                              | 14 – 24 januari, 1943                | Churchill, Roosevelt                                                               | Beslissing tot voorbereiden van een Italiaanse Veldtocht, beslissing van de invasie in Frankrijk in 1944, verklaring van de onvoorwaardelijke overgave van de asmogendheden, aanmoediging om de kibbelende Franse autoriteiten uit Londen en Algiers te verenigen. |
| Derde Conferentie van Washington                        | 12 – 27 mei, 1943                    | Churchill, Roosevelt                                                               | Plan Italiaanse Veldtocht, verhogen van de luchtbombardementen op Duitsland, focus op de oorlog in de Stille Oceaan. |
| Conferentie van Quebec                                  | 17 – 24 augustus, 1943               | Churchill, Roosevelt, William Lyon Mackenzie King                                  | Operatie Overlord vastgelegd voor 1944, reorganisatie van Bevelhebbing Zuidoost-Azië, geheim akkoord van Quebec om de verspreiding van nucleaire kennis te beperken.                                                                                               |
| Derde Conferentie van Moskou                            | 18 oktober – 1 november, 1943        | Ministers van Buitenlandse Zaken Cordell Hull, Anthony Eden, Vyacheslav Molotov    | Verklaring van de gezamenlijke vier |
| Conferentie van Caïro                                   | 23 – 26 november, 1943               | Churchill, Roosevelt, Chiang Kai-shek                                              | Verklaring van Caïro. |
| Conferentie van Teheran                                 | 28 november – 1 december, 1943       | Churchill, Roosevelt, Stalin                                                       | Eerste vergadering van de Grote Drie, geallieerd plan met de finale oorlogsstrategie tegen nazi-Duitsland, datum voor Operatie Overlord vastgelegd. |
| Tweede Conferentie van Caïro                            | 4 – 6 december, 1943                 | Churchill, Roosevelt, Ismet Inönü                                                  | Akkoord om een geallieerde luchtmachtbasis te bouwen in Turkije, uitstel van Operatie ANAKIM tegen de Japanse strijdkracht in Birma. |
| Conferentie van Bretton Woods, New Hampshire            | 1 – 15 juli, 1944                    | Vertegenwoordiging van 44 naties                                                   | systeem van Bretton Woods — verklaring tot het oprichten van het Internationaal Monetair Fonds en de Wereldbank. |
| Conferentie van Dumbarton Oaks                          | 21 augustus – 7 oktober, 1944        | Delegatie uit 39 naties, Edward Stettinius, Jr., Alexander Cadogan, Andrej Gromyko | Overeenstemming tot het oprichten van de Verenigde Naties |
| Tweede Conferentie van Quebec                           | 12 – 16 september, 1944              | Churchill, Roosevelt                                                               | Morgenthau-plan, andere oorlogsplannen |
| Vierde Conferentie van Moskou                           | 9 oktober – 19 november 1944         | Churchill, Stalin, Harriman                                                        | Toekomst van Polen en de Balkan. |
| Conferentie van Malta                                   | 30 januari – 2 februari, 1945        | Churchill, Roosevelt                                                               | Voorbereiding tot de Jalta conferentie. |
| Conferentie van Jalta                                   | 4 – 11 februari, 1945                | Churchill, Roosevelt, Stalin                                                       | Finale plannen om Duitsland te verslaan, naoorlogse plannen voor Europa. Datum vastgelegd voor conferentie van de Verenigde Naties, voorwaarden vastgelegd voor de deelname van de Sovjet-Unie aan de oorlog met Japan.                                            |
| Conferentie van de Verenigde Naties, San Francisco      | 25 april – 26 juni, 1945             | vertegenwoordiging van 50 naties                                                   | Handvest van de Verenigde Naties |
| Conferentie van Potsdam                                 | 17 juli – 2 augustus, 1945           | Churchill, Stalin, Harry S. Truman, Clement Attlee                                 | Verklaring van Potsdam voor de onvoorwaardelijke overgave van Japan en het Akkoord van Potsdam, de verklaring over de toekomst van Duitsland. |